# دليل رأسي

دليل رأسي ينظر إليه من أعلى الرأس

الدليل الرأسيّ نسبة الحد الأقصى للعرض (القطر ثنائي القطب أو BPD) لرأس كائن حي مضروبًا في 100 ثم مقسومًا على الطول الأقصى ( القطر القذالي الجبهي أو OFD ، من الأمام إلى الخلف). استُخدم المؤشر مرة واحدة لتصنيف البشر في النصف الأول من القرن العشرين ولكنه يستخدم اليوم لتصنيف الكلاب والقطط.